# Крупль
Крупль — несохранившийся древнерусский город в Смоленской земле. Упомянут в уставной грамоте «О погородьи», датируемой 1211—1218 годами, согласно которой выплачивал смоленской епископии 62,5 гривны кун. Исходя из величины этой подати, Крупль относился к небольшим центрам Смоленской земли. Его локализация затруднена.